# Евріпідіш Аморейрінья
Евріпідіш Аморейрінья (порт. Eurípedes Amoreirinha, нар. 5 серпня 1984, Віла-Франка-де-Шира) — португальський футболіст, що грав на позиції захисника.
Виступав, зокрема, за клуби «Бенфіка», «Академіка» та «Віторія» (Сетубал), а також молодіжну збірну Португалії.

## Клубна кар'єра
Народився 5 серпня 1984 року в місті Віла-Франка-де-Шира. Вихованець юнацьких команд футбольних клубів «Бенфіка» та «Алверка».
У дорослому футболі дебютував 2003 року виступами за команду «Алверка», в якій провів один сезон, взявши участь у 31 матчі чемпіонату. 
Своєю грою за цю команду привернув увагу представників тренерського штабу клубу «Бенфіка», до складу якого приєднався 2004 року. Відіграв за лісабонський клуб наступний сезон своєї ігрової кар'єри.
Згодом з 2005 по 2008 рік грав у складі команд «Ештуріл-Прая», «Ештрела», «ЧФР Клуж» та УТА (Арад).
У 2009 році уклав контракт з клубом «Академіка», у складі якого провів наступні два роки своєї кар'єри гравця. 
З 2011 року два сезони захищав кольори клубу «Віторія» (Сетубал). 
Протягом 2013—2018 років захищав кольори клубів «Черчілл Бразерс», «Бенфіка Кастело», «Санта-Клара», «Пенафіел» та «Сампедренсе».
Завершив ігрову кар'єру у команді «Моїмента», за яку виступав протягом 2018—2019 років.

## Виступи за збірні
У 2002 році дебютував у складі юнацької збірної Португалії (U-19), загалом на юнацькому рівні взяв участь у 23 іграх, відзначившись одним забитим голом.
Протягом 2004–2007 років залучався до складу молодіжної збірної Португалії. На молодіжному рівні зіграв у 12 офіційних матчах, забив 1 гол.